# Michael Richards
Michael Anthony Richards (Culver City, 24 juli 1949) is een Amerikaans acteur die het meest bekend is van zijn rol als Cosmo Kramer in Seinfeld. Hij had ook gastrollen in St. Elsewhere, Cheers, Miami Vice en Mad About You.
Tussen 1974 en 1992 was hij getrouwd met Cathleen Lyns en zij kregen een dochter Sophia.
In 2006 kwam Richards in opspraak door een act in de Laugh Factory in Los Angeles. Hij deed racistische uitspraken en het werd hem daardoor verboden er ooit nog op te treden.

## Filmografie
- Fridays (televisieserie, 54 afl., 1980–1982) – verschillende rollen
- The Tale of the Frog Prince (televisiefilm uit de anthologieserie Faerie Tale Theatre, 1982) – Koning Geoffrey
- Young Doctors in Love (1982) – Malamud Callahan
- Herndon (kortfilm, 1983) – Dr. Herndon P. Stool
- The House of God (1984) – Dr. Pinkus
- Pinocchio (televisiefilm uit de anthologieserie Faerie Tale Theatre, 1984) – Vince
- Night Court (televisieserie) – Eugene Sleighbough (afl. "Take My Wife, Please", 1984)
- The Ratings Game (televisiefilm, 1984) – Sal
- St. Elsewhere (televisieserie) – Bill Wolf (5 afl., 1984–1985)
- My Darlin' Clementine (televisiefilm uit de anthologieserie Tall Tales & Legends, 1986) – Sneaky Pete
- Cheers (televisieserie) – Eddie Gordon (afl. "Bar Bet", 1985)
- Scarecrow and Mrs. King (televisieserie) – Petronus (afl. "Car Wars", 1985)
- Slickers (televisiefilm, 1985) – Mike Blade
- It's a Living (televisieserie) – Hager (afl. "Desperate Hours", 1985)
- Transylvania 6-5000 (1985) – Fejos
- Hill Street Blues (televisieserie) – speciaal agent Dupre (afl. "An Oy for an Oy", 1985)
- Whoops Apocalypse (1986) – Lacrobat
- Miami Vice (televisieserie) – Pagone (afl. "The Fix", 1986)
- Fresno (miniserie, 1986) – tweede handlanger
- Jonathan Winters: On the Ledge (televisiefilm, 1987) – verschillende rollen
- Marblehead Manor (televisieserie) – Rick de tuinman (11 afl., 1987–1988)
- UHF (1989) – Stanley Spadowski
- Seinfeld (televisieserie, 175 afl., 1989–1998) – Cosmo Kramer
- Problem Child (1990) – Martin Beck
- Dinosaurs (televisieserie) – regisseur (stem, afl. "Wesayso Knows Best", 1992)
- Mad About You (televisieserie) – Kramer (afl. "The Apartment", 1992)
- Coneheads (1993) – motelbediende
- So I Married an Axe Murderer (1993) – verslaggever voor de krant
- Airheads (1994) – Doug Beech
- Unstrung Heroes (1995) – Danny Lidz
- Ellen's Energy Adventure (1996) – holbewoner die het vuur ontdekt (niet op aftiteling)
- London Suite (televisiefilm, 1996) – Mark Ferris
- Redux Riding Hood (1997) – de wolf (stem)
- Trial and Error (1997) – Richard 'Ricky' Rietti
- David Copperfield (televisiefilm, 2000) – Mr. Wilkins Micawber
- The Michael Richards Show (televisieserie) – Vic Nardozza (7 afl., 2000)
- Bee Movie (2007) – Bud Ditchwater (stem)
- Kirstie (televisieserie, 2013–2014) – Frank Baxter